# Schöps
Schöps là một đô thị thuộc huyện Saale-Holzland, trong bang Thüringen, Đức. Đô thị Schöps có diện tích 4,35 km².